# ケビン・ローズイヤー
ケビン・ローズイヤー（Kevin Rosier、1962年1月6日-2015年4月14日）は、アメリカ合衆国のキックボクサー、ボクサー、総合格闘家。

## 来歴

### キックボクシング及びボクシング
ローズイヤーの格闘技のキャリアの大部分はキックボクシングのものであり、66勝（全てKO）8敗を挙げた。世界キックボクシング協会 (WKA)の世界スーパーヘビー級チャンピオンを3度獲得し、国際競技空手協会の北米スーパーヘビー級チャンピオンにもなった。1980年代からキックボクシングを始め、1999年5月15日に空位であった国際キックボクシング連盟フルコンタクトルールのスーパーヘビー級世界タイトルをかけた試合でマイク・ラブリーに敗れた試合が最後となった。10ラウンドの26秒で、ラブリーはローズイヤーの頭にショートレフトを叩きこみ、ローズイヤーは膝をついたため、レフェリーは試合を止めた。
プロボクサーとしても1989年から2001年まで12年のキャリアを持ち、7勝17敗の成績を残した。元WBA世界ヘビー級王者ニコライ・ワルーエフとも対戦した（1997年9月27日、KO負け）。

### UFC
1993年に5週間の準備期間でUFC 1に参戦することとなり、ローズイヤーはトレーニングのため、元教え子でキックボクシングの世界チャンピオンであるA.J. Verelの助けを借りた。トーナメントの1回戦で、2度世界キックボクシング連盟スーパーヘビー級チャンピオンになったジーン・フレジャーと対戦することになった。
試合開始後いきなり、ローズイヤーはパンチ、膝蹴り、肘打ちでフレジャーを倒してバックを取ったが、フレジャーは立ち上がって、クリンチ状態で膝蹴りを交換した。その瞬間、髪を引っ張ることや股間への攻撃の規則がなかったことを利用し、フレジャーはローズイヤーにローブローを行って、さらに髪を引っ張った。フレジャーは試合を支配し、立ち状態、膝立ち状態で打撃を浴びせ、右手でローズイヤーの顎を砕いた。しかし数分後、スタミナ切れでフレジャーの動きが落ち、ローズイヤーは何発かのパンチでフレジャーをフェンスに追い詰めた。ローズイヤーはフレジャーをマットに倒し、フレジャーのセコンドがタオルを投入するまで、後頭部に何度もパンチやストンピングを叩きこんだ。
準決勝では、オランダのサバット選手であるジェラルド・ゴルドーと対戦した。ゴルドーはジャブで距離を保ちながら、レッグキックでローズイヤーの膝を狙った。膝と肘の連打でローズイヤーが倒れると、肝臓への2発のストンピングでローズイヤーは降参してマットを叩いた。トーナメントでは敗退したものの、ローズイヤーはゴルドーを称え、この場に戻ってくる希望を表明した。
この試合の後も彼は総合格闘技を続けた。次戦はUFC 4で、ジョー・チャールズと戦ったが、わずか14秒で腕ひしぎ十字固めに沈んだ。その後さらに5戦を行い、1勝を挙げた。その結果、生涯成績は、2勝6敗であった。

### 後年
引退後、心臓の開心術や集中治療を必要とする何度もの病気に苦しんだ。2013年8月時点では、容体は安定し、ナッシュビルの引退者用リゾートに住んでいると報じられた。
2015年4月に心筋梗塞により死去した。

## 総合格闘技の戦績
| 総合格闘技 戦績 | 総合格闘技 戦績 | 総合格闘技 戦績 | 総合格闘技 戦績 | 総合格闘技 戦績 | 総合格闘技 戦績 | 総合格闘技 戦績 |
| --------------- | --------------- | --------------- | --------------- | --------------- | --------------- | --------------- |
| 8 試合          | (T)KO           | 一本            | 判定            | その他          | 引き分け        | 無効試合        |
| 2 勝            | 1               | 1               | 0               | 0               | 0               | 0               |
| 6 敗            | 3               | 3               | 0               | 0               | 0               | 0               |

| 勝敗 | 対戦相手             | 試合結果                        | 大会名                       | 開催年月日     |
| ×    | Brad Gabriel         | 1R 1:12 TKO（パンチ）           | IFC: Battleground 2000       | 2000年1月22日  |
| ○    | Joe Bramante         | 1R 1:01 リアネイキドチョーク    | IFC: Fighters Revenge        | 1999年4月2日   |
| ×    | ダン・スバーン       | 1R 1:00 関節技                  | Cage Combat 1                | 1998年12月8日  |
| ×    | ダン・スバーン       | 1R 0:53 TKO（膝蹴り）           | Extreme Challenge 15         | 1998年2月27日  |
| ×    | ヒューストン・ドア   | 1R 11:10 ギロチンチョーク       | IFC 2: Mayhem in Mississippi | 1996年8月23日  |
| ×    | ジョー・チャールズ   | 1R 0:14 腕ひしぎ十字固め        | UFC 4                        | 1994年12月16日 |
| ×    | ジェラルド・ゴルドー | 1R 0:59 TKO（コーナーストップ） | UFC 1                        | 1993年11月12日 |
| ○    | ジーン・フレジャー   | 1R 4:20 TKO（ストンピング）     | UFC 1                        | 1993年11月12日 |

## 獲得タイトル
- 1994年 世界キックボクシング協会 (WKA)世界スーパーヘビー級チャンピオン
- 1990年 世界空手道連盟世界スーパーヘビー級チャンピオン
- 1990年 国際競技空手協会北米スーパーヘビー級チャンピオン
- 世界キックボクシング協会 (WKA)世界スーパーヘビー級チャンピオン（3度）
- 1989年 全日本世界チャンピオン
- 1987年 米国カンフー空手国内ノールールトーナメントチャンピオン